# Adam Ferguson
Adam Ferguson, também conhecido como Ferguson of Raith (20 de junho de 1723, Atholl, Pertshire—22 de fevereiro de 1816, St. Andrews) foi um filósofo e historiador escocês.

## Carreira
Tornou-se reconhecido após o século XX principalmente depois de Hayek enquadrá-lo como um dos autores mais importantes para o entendimento do liberalismo clássico, de Hume, Locke e Smith. Sua citação, "os resultados da ação humana, mas não do desenho humano", tornou-se bastante conhecida através da obra de Hayek. A sociologia de Ferguson, como a dos iluministas escoceses Adam Smith e David Hume, buscava explicar as instituições da sociedade não como resultado de alguma pessoa extremamente sábia e independente, nem como resultado de um espírito divino que age em sociedade, mas sim pelas ações dos indivíduos que nem sempre objetivam criar essas instituições, e que possuem um conhecimento limitado sobre o ambiente no qual agem. Ecoa, assim, a ideia de "mão invisível" de Adam Smith. Um exemplo está nesse trecho de seu An Essay on the History of Civil Society (1767): 
"Os homens, em geral, estão suficientemente dispostos a se ocuparem de projetos e esquemas: mas aquele que fosse projetar e esquematizar para os outros, encontrará um oponente em cada pessoa que está disposta a esquematizar para si. Como os ventos que vêm de onde não sabemos e tocam em tudo que encontram, as formas da sociedade são derivadas de uma origem distante e obscura; elas surgem muito antes da era da filosofia: dos instintos, não das especulações dos homens. A multidão da humanidade é direcionada, em seus estabelecimentos e medidas, pelas circunstâncias nas quais é colocada; e raramente mudam sua direção, de forma a seguir o plano de qualquer projetor. Cada passo e cada movimento da multidão, mesmo naquilo que é chamado de era do iluminismo, é feito com igual cegueira do futuro; e as nações tropeçam em estabelecimentos, que são de fato o resultado da ação humana, mas não são a execução de qualquer desenho humano. Se Cromwell disse que um homem nunca cavalga tão longe como quando não conhece aonde está indo, pode ser dito com mais razão das comunidades, que elas admitem as maiores revoluções onde nenhuma mudança é pretendida, e que os políticos mais refinados não sabem para onde estão levando o estado com seus projetos.
(...)

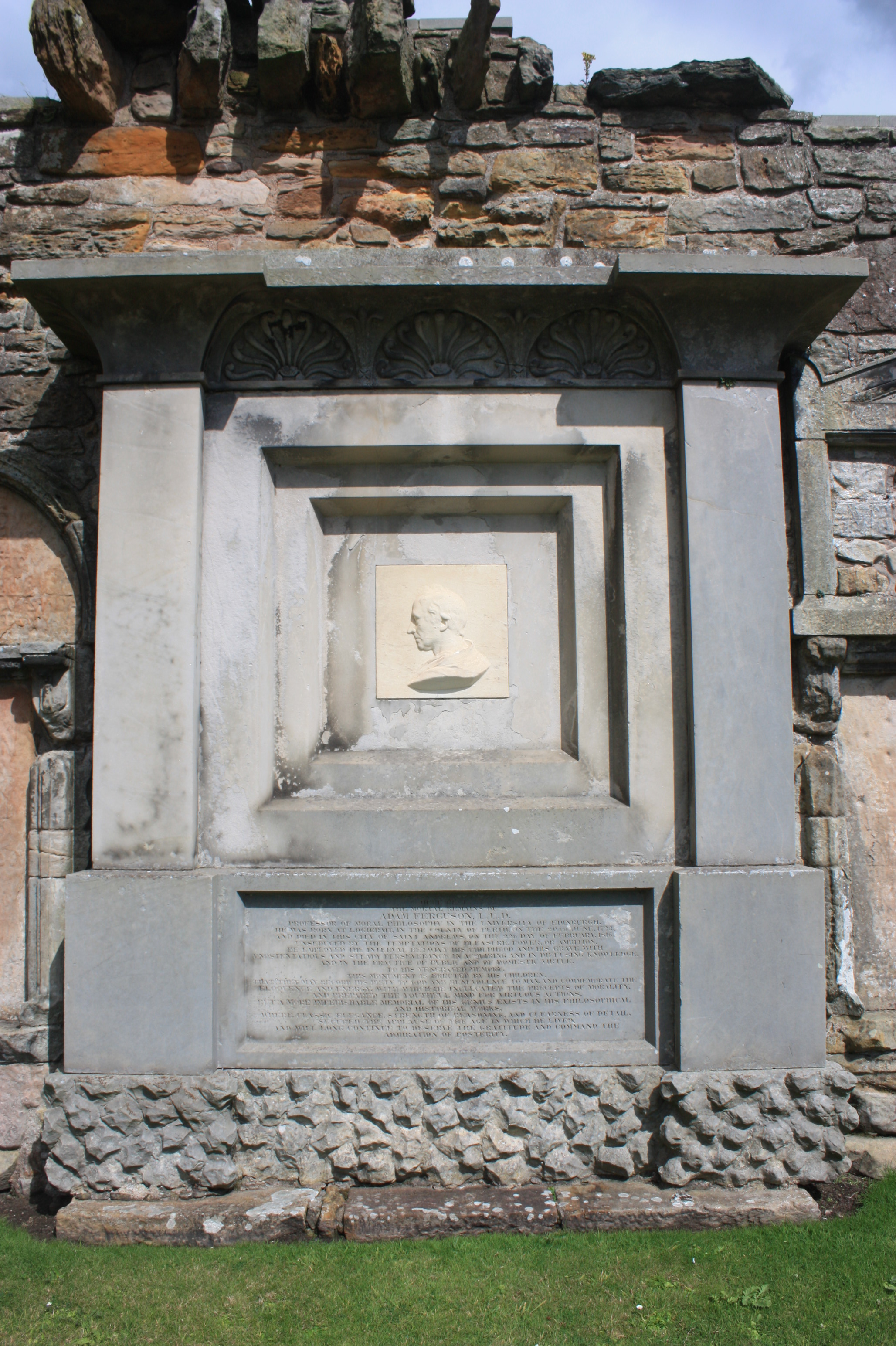
Sepultura de Adam Ferguson, Catedral de St Andrews

Nós devemos, então, receber com cautela as histórias tradicionais de antigos legisladores e fundadores de estados. Seus nomes têm sido por muito celebrados; seus supostos planos têm sido admirados; e o que provavelmente foi consequência de uma situação anterior é, em cada instância, considerada o efeito de um desenho. Um autor e um trabalho, como causa e efeito, são perpetuamente colocados juntos. Essa é a forma mais simples na qual podemos considerar os estabelecimentos das nações: e nós atribuímos a um desenho prévio aquilo que veio a ser conhecido apenas pela experiência, o que nenhuma sabedoria humana poderia prever, e o que, sem o humor e a disposição geral da época, nenhuma autoridade poderia permitir a um indivíduo executar".

## Obras principais
- An Essay on the History of Civil Society (1767)
  - Reimpresso em 1995 com uma nova introdução de Louis Schneider. Transaction Publishers, Londres, 1995.
- The History of the Progress and Termination of the Roman Republic (1783)
- Principles of Moral and Political Science; being chiefly a retrospect of lectures delivered in the College of Edinburgh (1792)
- Institutes of Moral Philosophy (1769)
- Reflections Previous to the Establishment of a Militia (1756)[3]